# Marie-Anne de La Trémoille

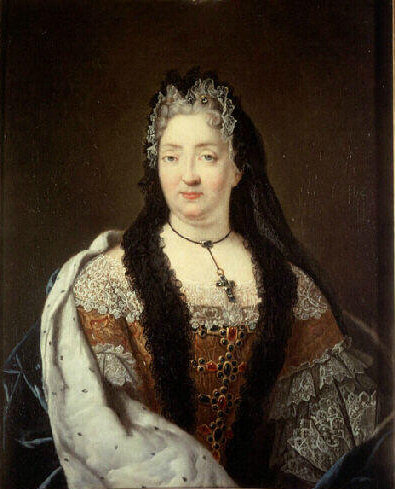
Retrat de Marie-Anne de La Trémoille, obra de René Antoine Houasse (finals del /principis del)

Marie-Anne de La Trémoille, princesa dels Ursins (en italià: Orsini; en francès: Ursins; en castellà: Ursinos) (París, 1641 - Roma, 5 de desembre de 1722), noble francesa de la cort de Felip V de Castella.
Era filla de l'aristòcrata francès Lluís II de la Trémoille, duc de Noirmoutier (1612-1666). Es va casar en primeres núpcies (1659) amb Adrien Blaise de Talleyrand-Périgord, príncep de Chalais, i en segones (1675) amb el príncep romà Flavio degli Orsini (1620-1698), el cognom del qual es va traduir «des Ursins» en francès, i després «de los Ursinos» en castellà.

## Biografia cortesana

### Cambrera major de la reina Maria Lluïsa
Davant la necessitat d'una dama de companyia que introduís a la cort espanyola la jova parella formada pel jove duc d'Anjou, proclamat Felip V de Castella i que aleshores tenia 17 anys, i la seva muller Maria Lluïsa de Savoia, la Princesa dels Ursins proposà el mariscal de Noailles quan aquest es trobava a Roma. Aquests acudiren a Madame de Maintenon i Lluís XIV de França aprovà el nomenament amb l'encàrrec de dirigir i tutelar la parella. L'abril del 1701 s'enviaren cartes a l'ambaixador francès a Madrid perquè proposés el nomenament. La princesa dels Ursins era una candidata de compromís, perquè no era francesa, fet que hauria rebutjat l'aristocràcia castellana, ni era espanyola, cosa que hauria disgustat als francesos; també es tingué en compte que el seu marit havia estat Gran d'Espanya i que sabia parlar castellà. La princesa dels Ursins fou aprovada per tots, malgrat que oficialment tan sols es tractava d'una dama de companyia que acompanyaria la jove reina fins a Madrid. La princesa dels Ursins s'afegí a la comitiva i el 2 de novembre de 1701 estava a Figueres on la jove parella s'esposà. Va mostrar llavors una enorme capacitat cortesana i una rapacitat sense escrúpols a l'hora d'intervenir en les nombroses intrigues entre les camarilles que pugnaven a la cort, i l'abril del 1702 fou nomenada Cambrera Major de la reina.

### La presa del poder a través de la reina
La reina no arribà a la cort fins al 30 de juny del 1702, mentre que Felip es dirigí directament al front de guerra italià l'abril del 1702. La Princesa dels Ursins inicià una correspondència regular amb Madame de Maintenon a fi d'assegurar-se la seva confiança i consolidar la seva posició des de Versalles, mentre que a la cort de Madrid es recolzava en el seu vell conegut el cardenal Luis Manuel Fernández Portocarrero i l'ambaixador francès el cardenal César d'Estrées. La princesa dels Ursins es feu amb el favor de la reina i així ho comunicà a Madame de Maintenon, però no reeixí a pacificar les relacions entre els dos cardenals, que pugnaven i rivalitzaven entre ells per assumir més quotes de poder. La princesa dels Ursins escortava la parella reial arreu i res no s'aprovava sense la seva implicació i ajudava també a la reina Maria Lluïsa de Savoia a dominar la voluntat de Felip V de manera que no prengués cap decisió sense la seva presència.
La influència de la princesa dels Ursins en la reina es basava en l'ensenyament que li feia sobre les pràctiques cortesanes i a com dirigir tota la cort, de manera que al final ambdós cardenals es trobaren que res no s'aprovava sense que la Princesa dels Ursins hi estigués present. En la lluita pel poder el cardenal César d'Estrées fou derrotat i abandonà l'ambaixada essent rellevat pel seu nebot l'abat d'Estrées, poc després Luis Manuel Fernández Portocarrero seguí les seves passes i deixà la cort, talment com ho feu el confessor personal del rei el jesuïta Guillaume Daubenton. La Princesa dels Ursins s'havia imposat a tots ells. Des de la seva victòria sobre els cardenals la princesa dels Ursins prengué el costum d'obrir el correu diplomàtic de l'ambaixador francès abat D'Estrées abans que aquest fos enviat a França. En una d'aquestes cartes descobrí que l'ambaixador informava que el secretari de la princesa dels Ursins, D'Aubigny, de qui es deia que era el seu amant, la controlava. Al marge de la carta la princesa dels Ursins hi escrigué de la seva mà: 'Pour Mariés non!', i la tornà a tancar perquè fos enviada a Versalles. L'arrogància de la princesa dels Ursins, combinada amb les pressions dels jesuïtes per derrocar la princesa dels Ursins en venjança per haver derrocat el cardenal César d'Estrées, inclinaren Lluís XIV a escriure una carta a Felip V a fi que l'expulsés de la cort, fet al que accedí en plena campanya portuguesa de la Guerra de Successió Espanyola el 28 de juny de 1704.

### La recuperació del poder

Almanac de 1708. El Naixement del primer fill de Felip V el 25 d'agost de 1707
En primer terme Felip V presentant el seu fill Lluís I de Castella en braços de la reina Maria Lluïsa de Savoia. Al costat d'aquesta la Princesa dels Ursins

La princesa dels Ursins anà a Baiona, i després a Tolosa. Lluís XIV esperava que continuaria el seu camí de retorn a Itàlia, però per contra la Ursina pressionà De Maintenon, l'amant de Lluís XIV, per a recuperar el favor de Versalles, mentre la reina Maria Lluïsa de Savoia feia el mateix a Madrid. La seva primera victòria fou la destitució de l'ambaixador francès a Madrid abat D'Estrées, que fou substituït pel Duc de Gramont, un moviment amb el qual Versalles esperava aplacar la reina Maria Lluïsa, però amb aquell queia el darrer francès a la cort de Felip V. La princesa dels Ursins, intel·ligent, esperà a Tolosa i no s'acostà a París; la reina Maria Lluïsa posà al nou ambaixador francès Duc de Gramont de la seva part i, conjuntament amb les pressions De Maintenon, l'amant de Lluís XIV, la princesa dels Ursins obtingué permís per a presentar-se a Versalles. Allí arribà el 10 de gener del 1705 i durant uns quants mesos afalagà Lluís XIV i la seva amant fins que el sobirà francès li donà permís per a retornar a la cort espanyola. Aleshores fou que la princesa dels Ursins feu les seves demandes: aconseguí beneficis per a familiars seus i es designà Michel-Jean Amelot com a nou ambaixador francès a Madrid. A més a més se li garantí la seva implicació personal en tots els assumptes d'estat, se li donà llicència per a fer allò que considerés apropiat, i acordà que informaria de tot a Versalles. Quan retornà a Madrid l'estiu de 1705 el seu poder era absolut i a partir d'aleshores tot el govern passava per les seva supervisió. Després de la victòria del duc de Berwick a la batalla d'Almansa es va desfer del duc d'Orleans, que acabaria caient en desgràcia el 1709 quan conjurà contra Felip V.

### La pau frustrada de 1709
Però la situació per a les armes borbòniques el 1709 era desesperada i la crítica posició financera de França obligaren Lluís XIV de França a buscar la pau per separat en la conferència de Geertruidenberg. El rei francès pressionà el seu net perquè Felip V renunciés a la corona d'Espanya en favor de Carles d'Àustria, i quan semblava tot arranjat sorgí una petició: La princesa dels Ursins volia un territori per a ella. Sol·licità un petit territori als Països Baixos Espanyols, però la República de les Províncies Unides (Holanda) es negà a acceptar aquest punt i el tractat de pau que tant necessitava Lluís XIV es veié frustrat; Felip V i Maria Lluïsa pressionaren llavors perquè se li oferís un territori de la Monarquia d'Espanya, però Lluís XIV ho rebutjà i la princesa dels Ursins perdé totalment el favor d'aquest i la seva amant De Maintenon. Després del 1709 les relacions entre Lluís XIV i Felip V quedaren congelades i l'ambaixador francès Michel-Jean Amelot, que havia estat portat per la princesa dels Ursins, retornà a França. A partir d'aleshores la Princesa dels Ursins es recolzà completament en la reina Maria Lluïsa de Savoia per mantenir la seva posició.

### Caiguda en desgràcia i fi del partit francès
Però el 14 de febrer de 1714 la reina morí i la posició de la princesa dels Ursins començà a ser crítica. A Madrid es trobà amb el cardenal Julio Alberoni, un amic íntim del Duc de Vendôme que havia estat enviat a la cort de Madrid com a ambaixador del Ducat de Parma. Aquest proposà a la princesa dels Ursins les segones núpcies de Felip V amb la duquessa de Parma Isabel Farnese, que fou presentada com una beata nul·la i submisa, que sumat al fet d'ésser descendent d'una petita dinastia semi-reial de la feble Itàlia, no portaria cap ministeri polític propi. Però un cop celebrat el matrimoni, l'enèrgica i dominant Farnese s'apoderà de la voluntat del seu abúlic marit Felip V i feu acomiadar la princesa dels Ursins com a Cambrera major, fent-la escortar a mà armada fins a la frontera amb França. Així mateix Isabel de Farnese es recolzà en el seu propi favorit i valedor del seu matrimoni i posició, l'abat Julio Alberoni. El 7 de febrer de 1715 el ministre francès Jean Orry va ser exonerat dels seus càrrecs conjuntament amb Melchor Rafael de Macanaz. Tot i que determinades reformes d'Orry no varen sobreviure a la seva destitució, el seu successor Giulio Alberoni va continuar les línies principals de la seva reorganització fiscal i la disminució del poder dels Consells de la Monarquia d'Espanya en favor d'una burocràcia totalment supeditada al monarca poder central.

### Els anys finals
Un cop a Bayona la princesa dels Ursins esperà un dies per si rebia permís per a passar a Versalles, però aquest no va arribar i el febrer del 1715 anà als dominis del seu germà el duc de Noirmoutier. Tornà a sol·licitar la confiança de De Maintenon, l'amant de Lluís XIV, però després dels fets de 1709 aquesta li respongué prohibint-li que s'acostés a París, així com prohibí a diversos cortesans francesos que tinguessin cap tracte amb ella. Finalment aconseguí dues curtes audiències amb Lluís XIV i De Maintenon, de les quals obtingué una pensió i el consell de retirar-se definitivament a Itàlia. Inicialment es retirà a Lyon, però quan la salut de Lluís XIV començà a afeblir-se ràpidament la por al Duc d'Orleans l'obligà a marxar primer cap a Marsella i després a Gènova. Transcorregut un any a l'espera de l'evolució dels esdeveniments a França, finalment es traslladà a Roma on s'endinsà en la cort exiliada de Jaume Estuard, la qual es posà sota el seu control durant un temps. La princesa dels Ursins finalment morí a Roma el 5 de desembre de 1722.